# Jorge Almirón
Jorge Francisco Almirón Quintana (San Miguel, 19 de junho de 1971) é um treinador e ex-futebolista argentino que atuava como volante. Atualmente comanda o Colo-Colo.

## Carreira como jogador
Volante com passagem por diversos clubes, Almirón estreou no Campeonato Mexicano no dia 26 de julho de 1997, em uma vitória do Atlas por 2–1 sobre Puebla. Na temporada do Clausura 2006, ele ajudou o Querétaro a subir para a Primeira Divisão do México, mas depois rebaixou para a Segunda Divisão (agora chamada Liga de Ascenso) em Clausura 2007. Em 2008, ele foi nomeado jogador-treinador dos Dorados.

## Carreira como treinador
Foi o treinador do Lanús entre 2016 e 2017, levando o clube ao segundo título do Campeonato Argentino de sua história, após vencer o San Lorenzo por 4–0. Também conduziu o clube às finais da Copa Libertadores de 2017, onde foram derrotados pelo clube brasileiro Grêmio.
Em novembro de 2018, Almirón foi apresentado como o novo treinador do San Lorenzo. Deixou o clube logo no ano seguinte.
Em junho de 2019, tornou-se o novo treinador do Al-Shabab depois que o clube saudita demitiu o técnico romeno Marius Șumudică.
Em 2022, Almirón retornou ao comando do Lanús.
No dia 10 de abril de 2023, foi anunciado como novo treinador do Boca Juniors. Conduziu os Xeneizes à final da Libertadores, empatando todos os jogos da fase mata-mata. Na decisão, o Boca acabou sendo derrotado pelo Fluminense de Fernando Diniz, perdendo sua segunda final de Libertadores como treinador. Um dia depois da final, o treinador pediu demissão do clube.

## Títulos

### Como jogador
Santiago Wanderers
- Primeira B: 1995

Morelia
- Primeira Divisão Mexicana: 2000 (Invierno)

Querétaro
- Ascenso MX: 2006 (Clausura)

### Como treinador
Lanús
- Primeira Divisão Argentina: 2016
- Copa del Bicentenario: 2016
- Supercopa Argentina: 2016